# El Sauzal de Rodríguez
El Sauzal de Rodríguez es una localidad y delegación en el municipio de Ensenada, al norte de la cabecera municipal. En 2010 contaba con poco más de 8859 habitantes que se dedican mayormente a la industria de la pesca, empacamiento de mariscos, cultivo de vid, olivos y hotelería. Esto se refleja en las industrias y fábricas pesqueras asentadas a lo largo de la localidad. Forma parte de la Zona Metropolitana de Ensenada y fue absorbida por la mancha urbana de la ciudad.
En los últimos años, la delegación ha crecido con grandes complejos hoteleros, residenciales e industriales que se desarrollan en la zona que también se beneficia de la cercanía con el Valle de Guadalupe.

## Historia
En 1803, cuando la Ensenada de Todos Santos fue cedida por el Gobierno de la Nueva España a Don José Manuel Ruiz, comandante de la llamada frontera de la Baja California, se señala dentro de los terrenos entregados, a los de El Sauzal de los Camacho. Dichos terrenos abarcaban desde lo que hoy es El Sauzal de Rodríguez hasta cerca de la ciudad de Tecate, Baja California. 
El Sauzal de los Camacho fue el nombre que recibió la región mientras los terrenos pertenecían al Sr. "Camacho" originario de Chile. Se dedicaba a la siembra y a la ganadería a escala muy pequeña en la zona. La localidad pasó a llamarse simplemente El Sauzal después de 1850, los registros dejaron de usar el nombre El Sauzal de los Camacho a partir de ese año.
Poco más de cien años después, en 1954 cuando el Territorio Norte de Baja California se convirtió en Estado Libre y Soberano, el municipio de Ensenada sustituyó a la delegación de gobierno, y la localidad de El Sauzal de Rodríguez pasó a ser una delegación municipal.
Durante el V Ayuntamiento de Ensenada (1965-1968), el Cabildo del presidente municipal de Ensenada, profesor Jorge Olguín Hermida, aprobó el nombre de El Sauzal de Rodríguez a la potencial villa pesquera, en honor al General Abelardo L. Rodríguez por ser un gran impulsor y benefactor en tiempos pasados.
Uno de los primeros habitantes de la delegación fue Jorge Miyagui, un descendiente japonés, que se dedicaba principalmente a la pesca y a la construcción de pangas. Manejaba un pequeño rancho. En 1942 fue trasladado obligadamente a Guadalajara como orden del Gobierno Federal por cuestiones de la Segunda Guerra Mundial.
El crecimiento de El Sauzal de Rodríguez inició cuando Don Abelardo L. Rodríguez, hizo la compra de una pequeña planta empacadora de abulón y un negocio de hielera a Don Maximiliano Berstein. Una vez propietario, el General instaló "Empacadora La Nacional", luego "Compañía de Productos Marinos" y por último "Pesquera del Pacífico", dedicadas a la pesca de sardina y macarela, al empaque de abulón y a la salsa de tomate. La Pesquera del Pacífico se convirtió en la primera empacadora de mariscos en México con las marcas "Ensenada" y "Calmex".

## Educación
En 1932 "La Pesquera" invirtió y construyó la primera escuela primaria en la zona "Artículo 123". Anteriormente, los niños y jóvenes residentes de la zona, tenían que trasladarse a Ensenada para recibir educación. Además de que en la época las distancias eran largas, la carretera libre Ensenada - Tijuana no había sido construida (sería hasta 1933 cuando terminaría la obra), por lo que se transportaban entre las brechas de terracería hasta la cabecera municipal.
En la actualidad, la zona cuenta con diversos centros educativos, como el kinder "Aida Sullivan" de 1950, la escuela primaria "Cirilo Flores Sández" inaugurada en 1970, la primaria "Octavio León Medellín", secundaria "Xavier Mejía" terminada en 1940, la "Escuela Técnica Pesquera No. 8" abierta en 1972 y el Centro de Estudios Superiores del Mar No. 11" fundada en 1980, donde actualmente estudian más de 1200 alumnos.

## Geografía
La delegación tiene una superficie aproximada de 168.5 kilómetros cuadrados. Al norte colinda con la delegación de La Misión, al este con la delegación de San Antonio de Las Minas, al sureste con la delegación de Real del Castillo y la ciudad de Ensenada, al sur con Ensenada y al oeste con el océano Pacífico.
| Noroeste: océano Pacífico / La Misión | Norte: La Misión | Nordeste: San Antonio de Las Minas    |
| Oeste: océano Pacífico                |                  | Este: San Antonio de Las Minas        |
| Suroeste: océano Pacífico             | Sur: Ensenada    | Sureste: Real del Castillo / Ensenada |